# デイヴ・シルドクラウト
デイヴ・シルドクラウト（Dave Schildkraut、1925年1月7日 - 1998年1月1日）は、アメリカのジャズ・アルト・サクソフォーン奏者。

## 略歴
シルドクラウトは1941年にルイ・プリマと一緒にプロとして初めて演奏した。これに続いて、バディ・リッチ（1946年）、アニタ・オデイ（1947年）、スタン・ケントン（1953年–1954年）、ピート・ルゴロ（1954年）、オスカー・ペティフォード（1954年）、マイルス・デイヴィス（『ウォーキン』における「ソーラー」。1954年、プレスティッジ）、ジョージ・ハンディ（1955年）、トニー・アレス（1955年）、ラルフ・バーンズ、ティト・プエンテ、ジョニー・リチャーズ、そして1959年に再びケントンと演奏した。1960年代からニューヨークでフリーランスとして演奏するようになり、定期的にエディ・バートとウェストエンド・カフェに登場している。後半生において、彼は半引退となった。
リーダーとしては、1979年に1枚のアルバムのみを録音した。しかし、このアルバムは『Last Date』としてエンドゲーム・レコードから2000年になってやっとリリースされた。この時までにシルドクラウトの演奏スタイルは、チャーリー・パーカーの若々しい模倣から、ジョン・コルトレーン、ウォーン・マーシュ、リー・コニッツなどの影響を示すように変えられていったと解説されている。

## スタイル
シルドクラウトはビバップのイディオムで演奏し、チャーリー・パーカーの影響を受けていた。その演奏はパーカーの演奏と同じというほどのもので、ベーシストのチャールズ・ミンガスがレナード・フェザーと一緒に『ダウン・ビート』誌の「目隠しテスト」でその録音を聴いて、シルドクラウトのことをパーカーと勘違いするのに十分なほど似ていた。

## ディスコグラフィ

### リーダー・アルバム
- Last Date (2000年、Endgame)

### 参加アルバム
- トニー・アレス : 『ロング・アイランド組曲』 - Long Island Suite (1955年、Royal Roost)
- バディ・アーノルド : Wailing (1956年、ABC-Paramount)
- トニー・ベネット : 『クラウド7』 - Cloud 7 (1975年、CBS/Sony)
- エディ・バート : Let's Dig Bert (Eddie That Is) (1955年、Trans-World)
- ラルフ・バーンズ : 『ジャズ・スタジオ5』 - Jazz Studio 5 (1956年、Decca)
- マイルス・デイヴィス : 『ウォーキン』 - Walkin'  (1957年、Prestige)
- ジョージ・ハンディ : 『ハンディランドUSA』 - Handyland U.S.A. (1954年、"X")
- ジョージ・ハンディ : By George! (Handy, of Course) (1956年、"X")
- スタン・ケントン : Kenton Showcase (1954年、Capitol)
- スタン・ケントン : 『ザ・ケントン・エラ』 - The Kenton Era (1955年、Capitol)
- サム・モスト : 『サム・モスト・プレイズ・バード、バド、モンク&マイルス』 - Plays Bird, Bud, Monk and Miles (1957年、Bethlehem)
- オスカー・ペティフォード : 『ベイシカリー・デューク』 - Basically Duke (1954年、Bethlehem)
- ジミー・レイニー、チャック・ウェイン、ジョー・ピューマ、ディック・ガルシア : 『フォーモスト・ギターズ』 - The Fourmost Guitars (1957年、ABC-Paramount)
- ジョニー・リチャーズ : Walk Softly Run Wild (1959年、Coral)
- ピート・ルゴロ : Rugolomania (1955年、Columbia)
- ピート・ルゴロ : New Sounds by Pete Rugolo (1957年、Harmony)